# Charles West Churchman
Charles West Churchman (Philadelphia, 29 augustus 1913 – Bolinas, 21 maart 2004) was een Amerikaans filosoof en formeel wetenschapper. Hij was hoogleraar aan de Universiteit van Californië - Berkeley en werkzaam op het gebied van operationeel onderzoek, bedrijfskunde, systeemtheorie en ethiek. Als onderzoeker en lesgever werkte Churchman zich in verschillende vakgebieden in. De taalkundige, wetenschapper en criticus Noam Chomsky noemde Churchman de enige professor waarvan hij als student iets geleerd heeft.